# Schloss Neusteußlingen

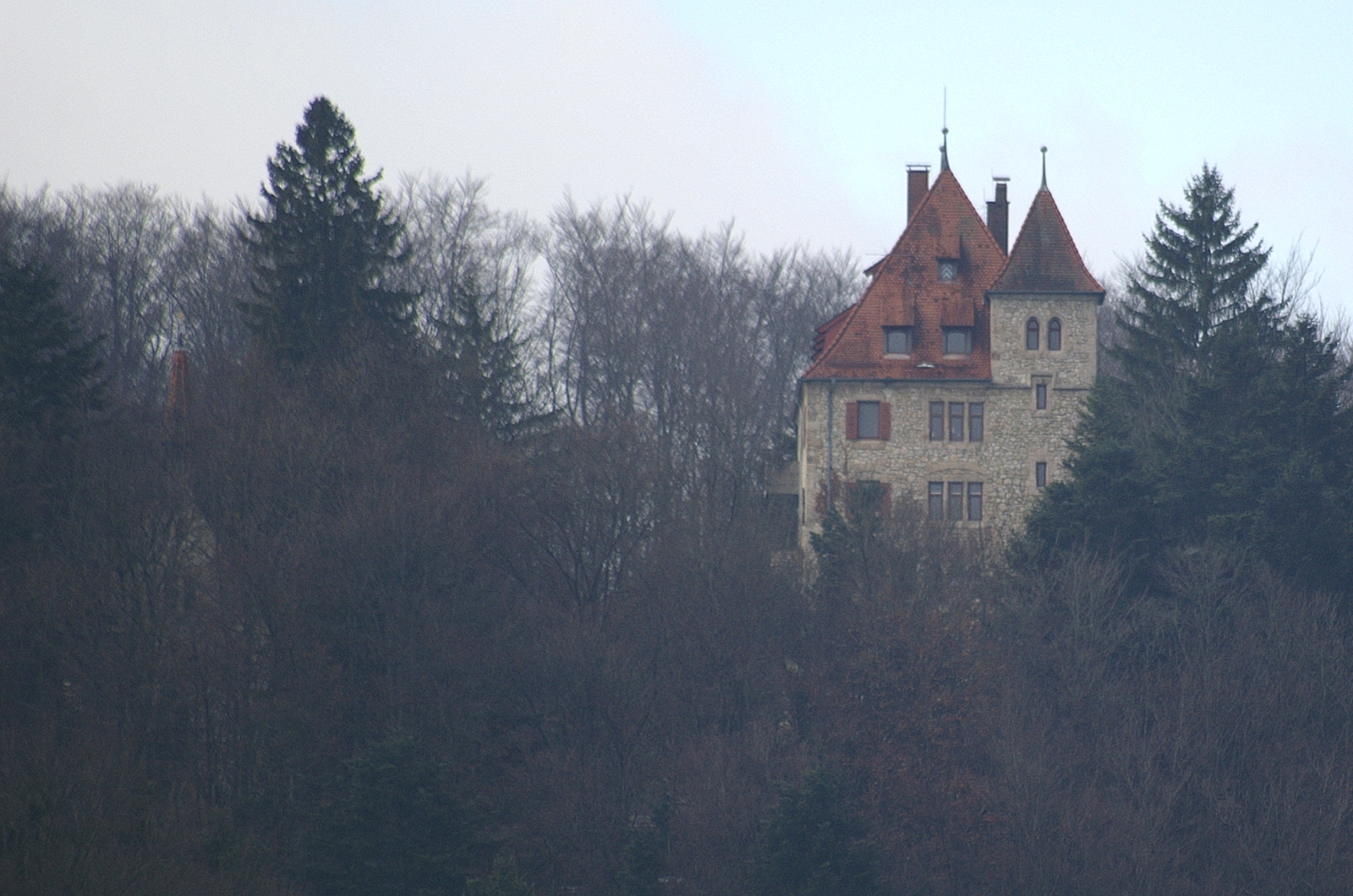
Schloss Neusteußlingen

Schloss Neusteußlingen im Alb-Donau-Kreis stand auf einem Sporn über dem Schmiechtal, gehörte ehemals zu Ennahofen in den Lutherischen Bergen, wurde aber zu Beginn der 1970er Jahre zusammen mit Talsteußlingen und Teuringshofen der Gemeinde Hütten zugeteilt und nach Schelklingen eingemeindet.

## Geschichte

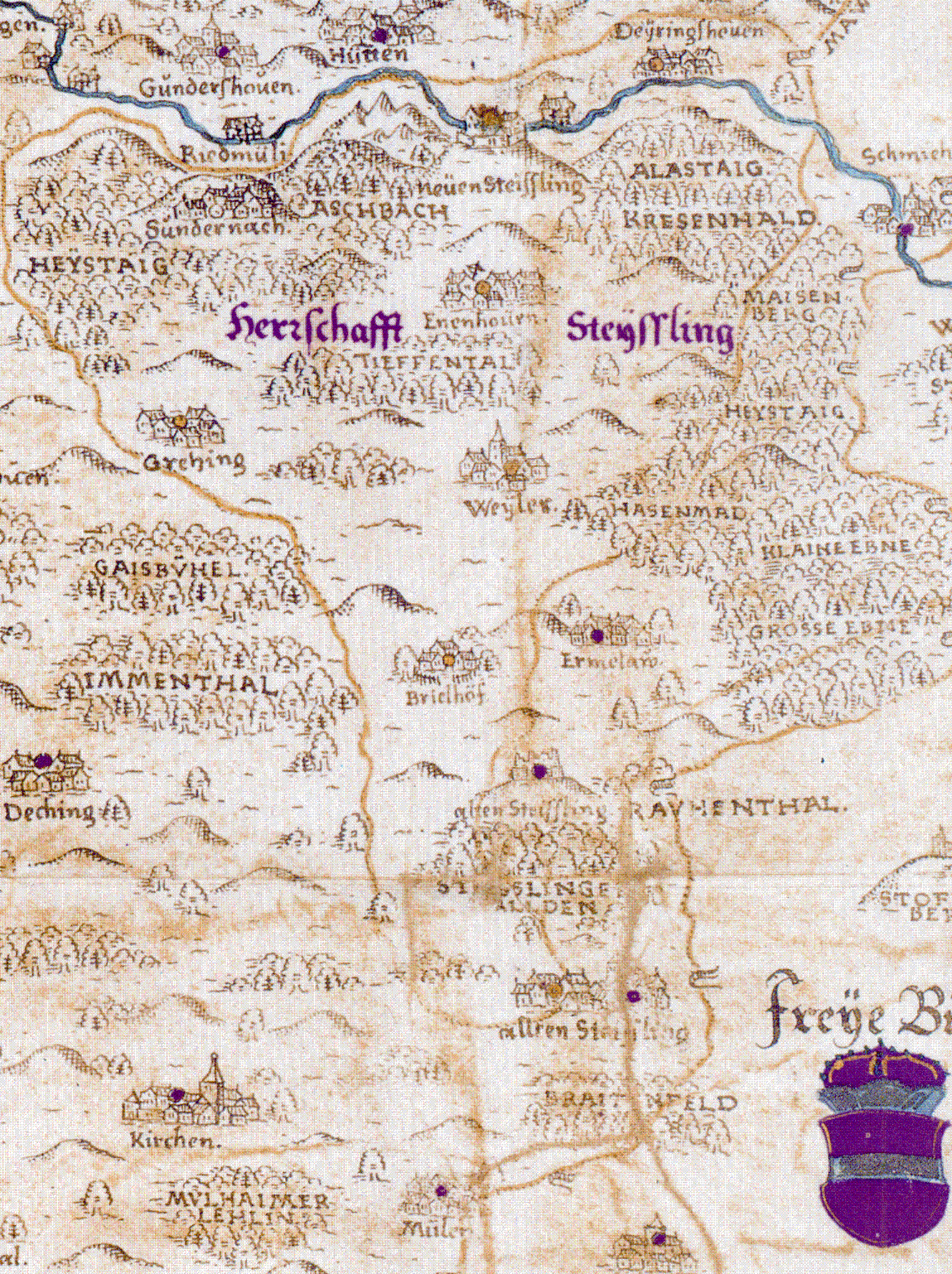
Die Herrschaft Steußlingen im Jahre 1596 (Ausschnitt aus Gadner)

Die Geschichte von Schloss Neusteußlingen geht bis ins 12. Jahrhundert zurück. Um das Jahr 1200 als Burg gebaut, ließ Herzog Ludwig von Württemberg 1581 die alte Steusslinger Burg teilweise abbrechen und 1582 an gleicher Stelle, aber etwas südlicher davon, Schloss Neusteußlingen errichten. Dieses war ein reines Verwaltungsgebäude ohne Wehrfunktion für die Herrschaft Steußlingen. Das Schloss wurde 1812 zum Abbruch verkauft und blieb bis ins späte 19. Jahrhundert Ruine. 1897 erbaute der Verleger Eugen Nübling aus Ulm a. D. auf den Ruinen des Vorgängerschlosses aus dem späten 16. Jahrhundert und der alten Burg einen schlossähnlichen Landsitz mit landwirtschaftlichem Betrieb und ließ sich dort dauerhaft nieder.
Schloss Neusteußlingen war unter den Freiherren von Freyberg-Steußlingen bis zum Tode des letzten Vertreters dieser Linie Hans Pankraz von Freyberg im Jahre 1581 Mittelpunkt der Herrschaft Steußlingen. Nach dem Einzug des erledigten Lehens bildete Württemberg aus der Herrschaft Steußlingen das Amt Steußlingen, mit dem neu erbauten Schloss Neusteußlingen als Verwaltungssitz.
Zur Herrschaft Steußlingen und zum Amt Steußlingen gehörten folgende Orte: Schloss Neusteußlingen, Weilersteußlingen, Grötzingen, Ermelau, Ennahofen, Talsteußlingen, Teuringshofen und Sondernach. Im Amt Steußlingen wurde die Reformation eingeführt, weshalb diese Gegend als Lutherische Berge bezeichnet wurde.
Schloss Neusteußlingen ist in Privatbesitz und kann nicht besichtigt werden.

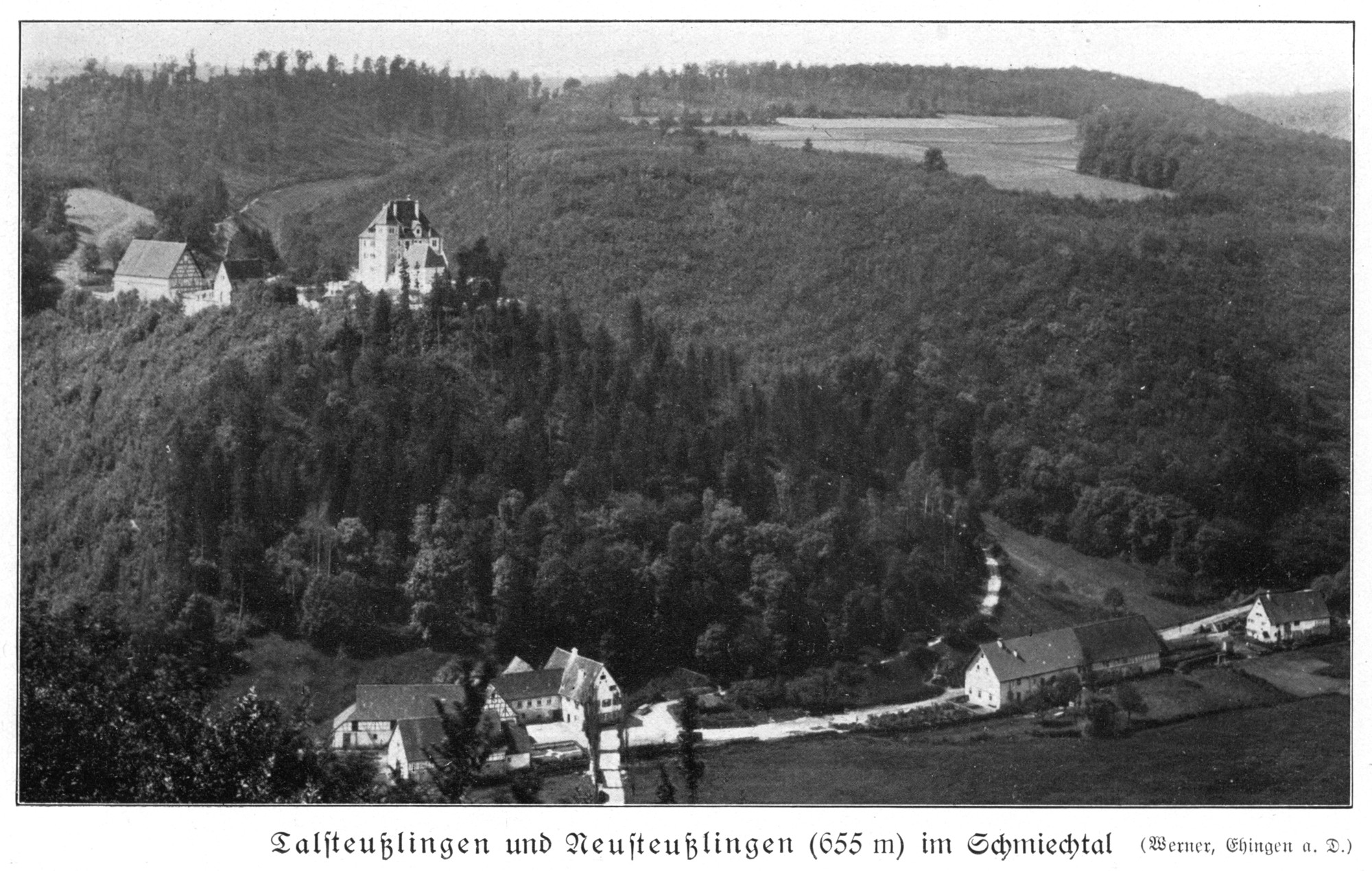
Talsteußlingen und das 1897 erbaute "Schloss Neusteußlingen" vor 1910